# カニンガム侯爵
カニンガム侯爵（英語: Marquess Conyngham）は、イギリスの侯爵位。アイルランド貴族。
初代カニンガム伯爵ヘンリー・カニンガムが1816年に叙されたのに始まる。

## 歴史

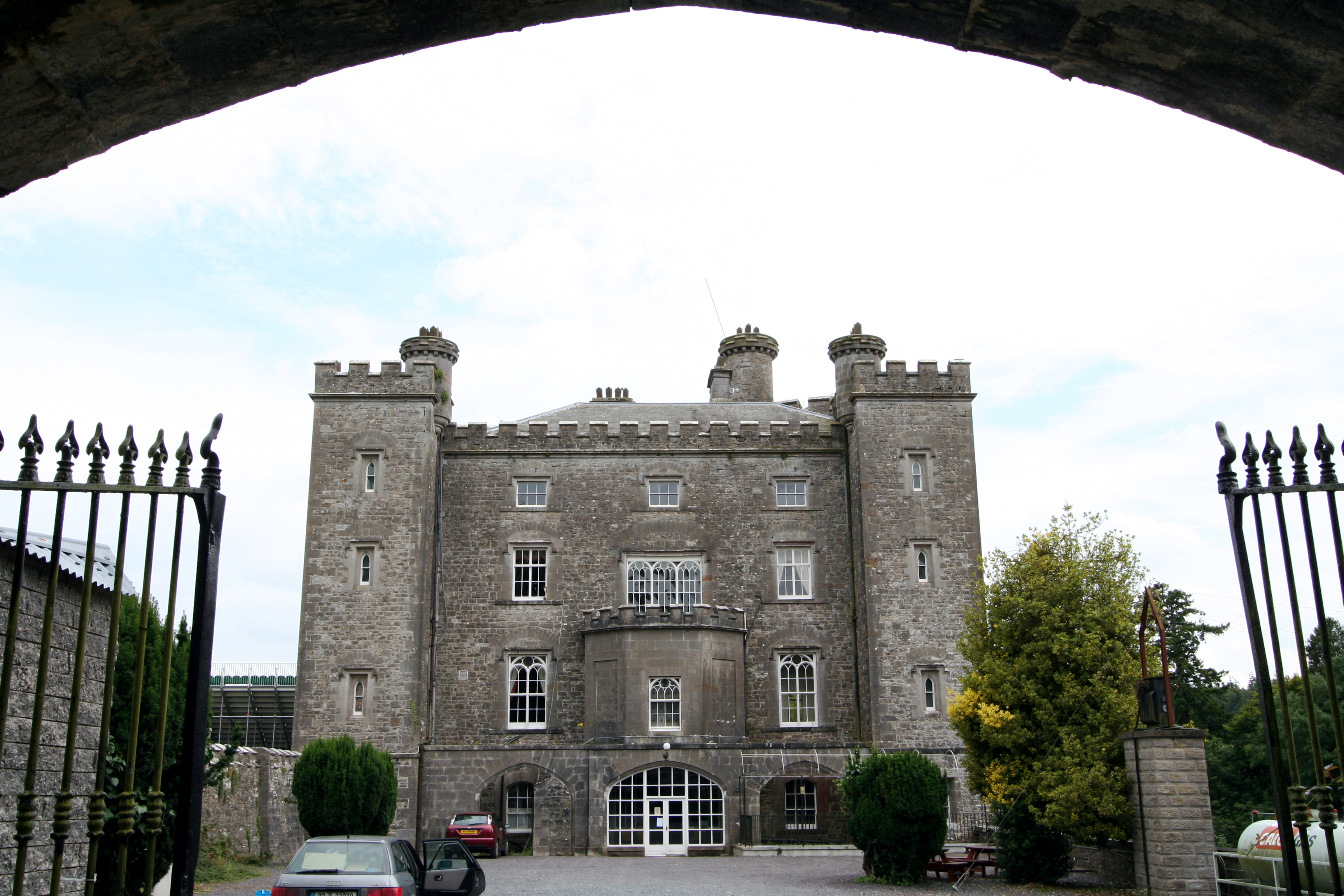
カニンガム侯爵家の本邸スレーン城

アイルランド議会の庶民院議員を務めたヘンリー・カニンガム(1705–1781)は、1753年10月3日にアイルランド貴族爵位「ドニゴール県におけるマウント・チャールズのカニンガム男爵( Baron Conyngham, of Mount Charles in the County of Donegal)」、ついで1756年7月20日にアイルランド貴族爵位「アイルランドにおけるカニンガム子爵(Viscount Conyngham, in Ireland)」、さらに1781年1月4日にアイルランド貴族爵位「ドニゴール県におけるマウント・チャールズのカニンガム伯爵(Earl Conyngham, of Mount Charles in the County of Donegal)」と、甥にあたるフランシス・バートン(-1787)への特別継承権(special remainder)を認めたアイルランド貴族爵位「ドニゴール県におけるマウント・チャールズのカニンガム男爵(Baron Conyngham, of Mount Charles in the County of Donegal)」を与えられた。彼には子供がなかったので特別継承権付きのカニンガム男爵位以外の爵位は彼の死とともに廃絶した。
カニンガム男爵位はフランシス、さらにその息子のヘンリー・カニンガム(1766–1832)へと継承された。第3代カニンガム男爵ヘンリーは、1789年12月にアイルランド貴族爵位「ミーズ県におけるスレーンのカニンガム子爵(Viscount Conyngham, of Slane in the County of Meath)」、1797年にはアイルランド貴族爵位「ドニゴール県におけるマウント・チャールズのマウント・チャールズ子爵(Viscount Mount Charles, of Mount Charles in the County of Donegal)」と「ドニゴール県におけるマウント・チャールズのカニンガム伯爵」、1816年1月にはアイルランド貴族爵位「ミーズ県におけるスレーン子爵(Viscount Slane, in the County of Meath)」と「ドニゴール県のカニンガム侯爵とマウント・チャールズ伯爵(Earl of Mount Charles and Marquess Conyngham, of the County of Donegal)」、1821年7月には連合王国貴族爵位「ケント州におけるミンスター・アビーのミンスター男爵(Baron Minster, of Minster Abbey in the County of Kent)」に叙せられた。
その後、これらの爵位はフランシスの男系男子によって継承され、2015年現在も現存している。現在の当主は第8代カニンガム侯爵ヘンリー・カニンガム(1951-)である。
一族の本邸はアイルランド・ミース県にあるスレーン城である。
侯爵家のモットー『Over Fork Over』は、熊手(fork)を持ち農民に擬態していたカニンガム一族の者がその熊手を放り投げて変装を解いた瞬間を示すものとなっている。

## 現当主の保有爵位
現当主8代カニンガム侯爵ヘンリー・カニンガムは以下の爵位を有する。
- 第8代カニンガム侯爵(8th Marquess Conyngham)
(1816年1月1日の勅許状によるアイルランド貴族爵位)
- 第8代ドニゴール県マウント・チャールズのカニンガム伯爵(8th Earl Conyngham of Mount Charles in the County of Donegal)
(1797年11月5日の勅許状による創設アイルランド貴族爵位)
- 第8代マウント・チャールズ伯爵(8th Earl of Mount Charles)
(1816年1月1日の勅許状によるの勅許状によるアイルランド貴族爵位) ※法定推定相続人の儀礼称号
- 第8代ドニゴール県マウント・チャールズのカニンガム子爵(8th Viscount Conyngham of Mount Charles in the County of Donegal)
(1789年12月6日の勅許状によるアイルランド貴族爵位)
- 第8代マウント・チャールズ子爵(8th Viscount Mount Charles)
(1797年11月5日の勅許状によるアイルランド貴族爵位)
- 第8代ミーズ県におけるスレーン子爵(8th Visount Slane, in the County of Meath)
(1816年1月1日の勅許状によるアイルランド貴族爵位)※法定推定相続人の法定推定相続人の儀礼称号
- ドニゴール県マウント・チャールズのカニンガム男爵(10th Baron Conyngham of Mount Charles in the County of Donegal)
(1781年1月4日の勅許状によるアイルランド貴族爵位)
- 第8代ケント州におけるミンスター・アビーのミンスター男爵(8th Baron Minster of Minster Abbey in the County of Kent)
(1821年7月17日の勅許状による連合王国貴族爵位)[6]

## 当主一覧

### カニンガム伯 (1781年)
- 初代カニンガム伯・初代カニンガム男爵ヘンリー・カニンガム (1705–1781)

### カニンガム男爵 (1781年)
- 2代カニンガム男爵フランシス・ピエレポント・カニンガム (-1787)
- 3代カニンガム男爵ヘンリー・カニンガム (1766–1832) (1816年にカニンガム侯爵)

### カニンガム侯 (1816年)
- 初代カニンガム侯ヘンリー・カニンガム (1766–1832)
- 2代カニンガム侯フランシス・ナサニエル・カニンガム (1797–1876)
- 3代カニング侯ジョージ・ヘンリー・カニンガム (1825–1882)
- 4代カニンガム侯ヘンリー・フランシス・カニンガム（英語版）  (1857–1897)
- 5代カニンガム侯ヴィクター・ジョージ・ヘンリー・フランシス・カニンガム (1883–1918)
- 6代カニンガム侯フレデリック・ウィリアム・バートン・カニンガム (1890–1974)
- 7代カニンガム侯フレデリック・ウィリアム・ヘンリー・フランシス・カニンガム（英語版） (1924–2009)
- 8代カニンガム侯ヘンリー・ヴィヴィアン・ピエレポント・カニンガム（英語版） (1951-)
  - 法定推定相続人は、マウント・チャールズ伯爵アレクサンダー・バートン・カニンガム (1975-)

## 系譜図
|  |  |                                  |                                  |                                  |                                  | | | | | ヘンリー・カニンガム (-1705) | |                              |                              | | | | | | |                                                                                           |                                                                                           |                                                                                           |                                                                                           |  |  |  |  |  |  |  |  |  |  |  |  |
|  |  |                                  |                                  |                                  |                                  | | | | | | |                              |                              | | | | | | |                                                                                           |                                                                                           |                                                                                           |                                                                                           |  |  |  |  |  |  |  |  |  |  |  |  |
|  |  |                                  |                                  |                                  |                                  | | | | | | |                              |                              | | | | | | |                                                                                           |                                                                                           |                                                                                           |                                                                                           |  |  |  |  |  |  |  |  |  |  |  |  |
|  |  | フランシス・バートン (1696-1744) | フランシス・バートン (1696-1744) | フランシス・バートン (1696-1744) | フランシス・バートン (1696-1744) | フランシス・バートン (1696-1744) | フランシス・バートン (1696-1744) | | | メアリー・カニンガム (-1737) | メアリー・カニンガム (-1737) | メアリー・カニンガム (-1737) | メアリー・カニンガム (-1737) | メアリー・カニンガム (-1737) | メアリー・カニンガム (-1737) | | | ヘンリー・カニンガム 初代カニンガム伯爵 初代カニンガム子爵 初代カニンガム男爵 (1705-1781) | ヘンリー・カニンガム 初代カニンガム伯爵 初代カニンガム子爵 初代カニンガム男爵 (1705-1781) | ヘンリー・カニンガム 初代カニンガム伯爵 初代カニンガム子爵 初代カニンガム男爵 (1705-1781) | ヘンリー・カニンガム 初代カニンガム伯爵 初代カニンガム子爵 初代カニンガム男爵 (1705-1781) | ヘンリー・カニンガム 初代カニンガム伯爵 初代カニンガム子爵 初代カニンガム男爵 (1705-1781) | ヘンリー・カニンガム 初代カニンガム伯爵 初代カニンガム子爵 初代カニンガム男爵 (1705-1781) |  |  |  |  |  |  |  |  |  |  |  |  |
|  |  | フランシス・バートン (1696-1744) | フランシス・バートン (1696-1744) | フランシス・バートン (1696-1744) | フランシス・バートン (1696-1744) | フランシス・バートン (1696-1744) | フランシス・バートン (1696-1744) | | | メアリー・カニンガム (-1737) | メアリー・カニンガム (-1737) | メアリー・カニンガム (-1737) | メアリー・カニンガム (-1737) | メアリー・カニンガム (-1737) | メアリー・カニンガム (-1737) | | | ヘンリー・カニンガム 初代カニンガム伯爵 初代カニンガム子爵 初代カニンガム男爵 (1705-1781) | ヘンリー・カニンガム 初代カニンガム伯爵 初代カニンガム子爵 初代カニンガム男爵 (1705-1781) | ヘンリー・カニンガム 初代カニンガム伯爵 初代カニンガム子爵 初代カニンガム男爵 (1705-1781) | ヘンリー・カニンガム 初代カニンガム伯爵 初代カニンガム子爵 初代カニンガム男爵 (1705-1781) | ヘンリー・カニンガム 初代カニンガム伯爵 初代カニンガム子爵 初代カニンガム男爵 (1705-1781) | ヘンリー・カニンガム 初代カニンガム伯爵 初代カニンガム子爵 初代カニンガム男爵 (1705-1781) |  |  |  |  |  |  |  |  |  |  |  |  |
|  |  |                                  |                                  |                                  |                                  | | | | | | |                              |                              | | | | | | |                                                                                           |                                                                                           |                                                                                           |                                                                                           |  |  |  |  |  |  |  |  |  |  |  |  |
|  |  |                                  |                                  |                                  |                                  | フランシス・カニンガム 第2代カニンガム男爵 (1725-1787) | | | | | |                              |                              | | | | | | |                                                                                           |                                                                                           |                                                                                           |                                                                                           |  |  |  |  |  |  |  |  |  |  |  |  |
|  |  |                                  |                                  |                                  |                                  | | | | | | |                              |                              | | | | | | |                                                                                           |                                                                                           |                                                                                           |                                                                                           |  |  |  |  |  |  |  |  |  |  |  |  |
|  |  |                                  |                                  |                                  |                                  | ヘンリー・カニンガム 初代カニンガム侯爵 初代カニンガム伯爵 初代マウント・チャールズ伯爵 初代カニンガム子爵 初代マウント・チャールズ子爵 初代スレーン子爵 初代ミンスター男爵 第3代カニンガム男爵 (1766-1832)          | | | | | |                              |                              | | | | | | |                                                                                           |                                                                                           |                                                                                           |                                                                                           |  |  |  |  |  |  |  |  |  |  |  |  |
|  |  |                                  |                                  |                                  |                                  | | | | | | |                              |                              | | | | | | |                                                                                           |                                                                                           |                                                                                           |                                                                                           |  |  |  |  |  |  |  |  |  |  |  |  |
|  |  |                                  |                                  |                                  |                                  | フランシス・カニンガム 第2代カニンガム侯爵 第2代カニンガム伯爵 第2代マウント・チャールズ伯爵 第2代カニンガム子爵 第2代マウント・チャールズ子爵 第2代スレーン子爵 第2代ミンスター男爵 第4代カニンガム男爵 (1797-1876) | | | | | |                              |                              | | | | | | |                                                                                           |                                                                                           |                                                                                           |                                                                                           |  |  |  |  |  |  |  |  |  |  |  |  |
|  |  |                                  |                                  |                                  |                                  | | | | | | |                              |                              | | | | | | |                                                                                           |                                                                                           |                                                                                           |                                                                                           |  |  |  |  |  |  |  |  |  |  |  |  |
|  |  |                                  |                                  |                                  |                                  | ジョージ・カニンガム 第3代カニンガム侯爵 第3代カニンガム伯爵 第3代マウント・チャールズ伯爵 第3代カニンガム子爵 第3代マウント・チャールズ子爵 第3代スレーン子爵 第3代ミンスター男爵 第5代カニンガム男爵 (1825-1882)   | | | | | |                              |                              | | | | | | |                                                                                           |                                                                                           |                                                                                           |                                                                                           |  |  |  |  |  |  |  |  |  |  |  |  |
|  |  |                                  |                                  |                                  |                                  | | | | | | |                              |                              | | | | | | |                                                                                           |                                                                                           |                                                                                           |                                                                                           |  |  |  |  |  |  |  |  |  |  |  |  |
|  |  |                                  |                                  |                                  |                                  | ヘンリー・カニンガム 第4代カニンガム侯爵 第4代カニンガム伯爵 第4代マウント・チャールズ伯爵 第4代カニンガム子爵 第4代マウント・チャールズ子爵 第4代スレーン子爵 第4代ミンスター男爵 第6代カニンガム男爵 (1857-1897)   | | | | | |                              |                              | | | | | | |                                                                                           |                                                                                           |                                                                                           |                                                                                           |  |  |  |  |  |  |  |  |  |  |  |  |
|  |  |                                  |                                  |                                  |                                  | | | | | | |                              |                              | | | | | | |                                                                                           |                                                                                           |                                                                                           |                                                                                           |  |  |  |  |  |  |  |  |  |  |  |  |
|  |  |                                  |                                  |                                  |                                  | | | | | | |                              |                              | | | | | | |                                                                                           |                                                                                           |                                                                                           |                                                                                           |  |  |  |  |  |  |  |  |  |  |  |  |
|  |  |                                  |                                  |                                  |                                  | ヴィクター・カニンガム 第5代カニンガム侯爵 第5代カニンガム伯爵 第5代マウント・チャールズ伯爵 第5代カニンガム子爵 第5代マウント・チャールズ子爵 第5代スレーン子爵 第5代ミンスター男爵 第7代カニンガム男爵 (1883-1918) | ヴィクター・カニンガム 第5代カニンガム侯爵 第5代カニンガム伯爵 第5代マウント・チャールズ伯爵 第5代カニンガム子爵 第5代マウント・チャールズ子爵 第5代スレーン子爵 第5代ミンスター男爵 第7代カニンガム男爵 (1883-1918) | ヴィクター・カニンガム 第5代カニンガム侯爵 第5代カニンガム伯爵 第5代マウント・チャールズ伯爵 第5代カニンガム子爵 第5代マウント・チャールズ子爵 第5代スレーン子爵 第5代ミンスター男爵 第7代カニンガム男爵 (1883-1918) | ヴィクター・カニンガム 第5代カニンガム侯爵 第5代カニンガム伯爵 第5代マウント・チャールズ伯爵 第5代カニンガム子爵 第5代マウント・チャールズ子爵 第5代スレーン子爵 第5代ミンスター男爵 第7代カニンガム男爵 (1883-1918) | ヴィクター・カニンガム 第5代カニンガム侯爵 第5代カニンガム伯爵 第5代マウント・チャールズ伯爵 第5代カニンガム子爵 第5代マウント・チャールズ子爵 第5代スレーン子爵 第5代ミンスター男爵 第7代カニンガム男爵 (1883-1918) | ヴィクター・カニンガム 第5代カニンガム侯爵 第5代カニンガム伯爵 第5代マウント・チャールズ伯爵 第5代カニンガム子爵 第5代マウント・チャールズ子爵 第5代スレーン子爵 第5代ミンスター男爵 第7代カニンガム男爵 (1883-1918) |                              |                              | フレデリック・カニンガム 第6代カニンガム侯爵 第6代カニンガム伯爵 第6代マウント・チャールズ伯爵 第6代カニンガム子爵 第6代マウント・チャールズ子爵 第6代スレーン子爵 第6代ミンスター男爵 第8代カニンガム男爵 (1890-1974) | フレデリック・カニンガム 第6代カニンガム侯爵 第6代カニンガム伯爵 第6代マウント・チャールズ伯爵 第6代カニンガム子爵 第6代マウント・チャールズ子爵 第6代スレーン子爵 第6代ミンスター男爵 第8代カニンガム男爵 (1890-1974) | フレデリック・カニンガム 第6代カニンガム侯爵 第6代カニンガム伯爵 第6代マウント・チャールズ伯爵 第6代カニンガム子爵 第6代マウント・チャールズ子爵 第6代スレーン子爵 第6代ミンスター男爵 第8代カニンガム男爵 (1890-1974) | フレデリック・カニンガム 第6代カニンガム侯爵 第6代カニンガム伯爵 第6代マウント・チャールズ伯爵 第6代カニンガム子爵 第6代マウント・チャールズ子爵 第6代スレーン子爵 第6代ミンスター男爵 第8代カニンガム男爵 (1890-1974) | フレデリック・カニンガム 第6代カニンガム侯爵 第6代カニンガム伯爵 第6代マウント・チャールズ伯爵 第6代カニンガム子爵 第6代マウント・チャールズ子爵 第6代スレーン子爵 第6代ミンスター男爵 第8代カニンガム男爵 (1890-1974) | フレデリック・カニンガム 第6代カニンガム侯爵 第6代カニンガム伯爵 第6代マウント・チャールズ伯爵 第6代カニンガム子爵 第6代マウント・チャールズ子爵 第6代スレーン子爵 第6代ミンスター男爵 第8代カニンガム男爵 (1890-1974) |                                                                                           |                                                                                           |                                                                                           |                                                                                           |  |  |  |  |  |  |  |  |  |  |  |  |
|  |  |                                  |                                  |                                  |                                  | ヴィクター・カニンガム 第5代カニンガム侯爵 第5代カニンガム伯爵 第5代マウント・チャールズ伯爵 第5代カニンガム子爵 第5代マウント・チャールズ子爵 第5代スレーン子爵 第5代ミンスター男爵 第7代カニンガム男爵 (1883-1918) | ヴィクター・カニンガム 第5代カニンガム侯爵 第5代カニンガム伯爵 第5代マウント・チャールズ伯爵 第5代カニンガム子爵 第5代マウント・チャールズ子爵 第5代スレーン子爵 第5代ミンスター男爵 第7代カニンガム男爵 (1883-1918) | ヴィクター・カニンガム 第5代カニンガム侯爵 第5代カニンガム伯爵 第5代マウント・チャールズ伯爵 第5代カニンガム子爵 第5代マウント・チャールズ子爵 第5代スレーン子爵 第5代ミンスター男爵 第7代カニンガム男爵 (1883-1918) | ヴィクター・カニンガム 第5代カニンガム侯爵 第5代カニンガム伯爵 第5代マウント・チャールズ伯爵 第5代カニンガム子爵 第5代マウント・チャールズ子爵 第5代スレーン子爵 第5代ミンスター男爵 第7代カニンガム男爵 (1883-1918) | ヴィクター・カニンガム 第5代カニンガム侯爵 第5代カニンガム伯爵 第5代マウント・チャールズ伯爵 第5代カニンガム子爵 第5代マウント・チャールズ子爵 第5代スレーン子爵 第5代ミンスター男爵 第7代カニンガム男爵 (1883-1918) | ヴィクター・カニンガム 第5代カニンガム侯爵 第5代カニンガム伯爵 第5代マウント・チャールズ伯爵 第5代カニンガム子爵 第5代マウント・チャールズ子爵 第5代スレーン子爵 第5代ミンスター男爵 第7代カニンガム男爵 (1883-1918) |                              |                              | フレデリック・カニンガム 第6代カニンガム侯爵 第6代カニンガム伯爵 第6代マウント・チャールズ伯爵 第6代カニンガム子爵 第6代マウント・チャールズ子爵 第6代スレーン子爵 第6代ミンスター男爵 第8代カニンガム男爵 (1890-1974) | フレデリック・カニンガム 第6代カニンガム侯爵 第6代カニンガム伯爵 第6代マウント・チャールズ伯爵 第6代カニンガム子爵 第6代マウント・チャールズ子爵 第6代スレーン子爵 第6代ミンスター男爵 第8代カニンガム男爵 (1890-1974) | フレデリック・カニンガム 第6代カニンガム侯爵 第6代カニンガム伯爵 第6代マウント・チャールズ伯爵 第6代カニンガム子爵 第6代マウント・チャールズ子爵 第6代スレーン子爵 第6代ミンスター男爵 第8代カニンガム男爵 (1890-1974) | フレデリック・カニンガム 第6代カニンガム侯爵 第6代カニンガム伯爵 第6代マウント・チャールズ伯爵 第6代カニンガム子爵 第6代マウント・チャールズ子爵 第6代スレーン子爵 第6代ミンスター男爵 第8代カニンガム男爵 (1890-1974) | フレデリック・カニンガム 第6代カニンガム侯爵 第6代カニンガム伯爵 第6代マウント・チャールズ伯爵 第6代カニンガム子爵 第6代マウント・チャールズ子爵 第6代スレーン子爵 第6代ミンスター男爵 第8代カニンガム男爵 (1890-1974) | フレデリック・カニンガム 第6代カニンガム侯爵 第6代カニンガム伯爵 第6代マウント・チャールズ伯爵 第6代カニンガム子爵 第6代マウント・チャールズ子爵 第6代スレーン子爵 第6代ミンスター男爵 第8代カニンガム男爵 (1890-1974) |                                                                                           |                                                                                           |                                                                                           |                                                                                           |  |  |  |  |  |  |  |  |  |  |  |  |
|  |  |                                  |                                  |                                  |                                  | | | | | | |                              |                              | フレデリック・カニンガム 第7代カニンガム侯爵 第7代カニンガム伯爵 第7代マウント・チャールズ伯爵 第7代カニンガム子爵 第7代マウント・チャールズ子爵 第7代スレーン子爵 第7代ミンスター男爵 第9代カニンガム男爵 (1924-2009) | | | | | |                                                                                           |                                                                                           |                                                                                           |                                                                                           |  |  |  |  |  |  |  |  |  |  |  |  |
|  |  |                                  |                                  |                                  |                                  | | | | | | |                              |                              | | | | | | |                                                                                           |                                                                                           |                                                                                           |                                                                                           |  |  |  |  |  |  |  |  |  |  |  |  |
|  |  |                                  |                                  |                                  |                                  | | | | | | |                              |                              | ヘンリー・カニンガム 第8代カニンガム侯爵 第8代カニンガム伯爵 第8代マウント・チャールズ伯爵 第8代カニンガム子爵 第8代マウント・チャールズ子爵 第8代スレーン子爵 第8代ミンスター男爵 第10代カニンガム男爵 (1951-)        | | | | | |                                                                                           |                                                                                           |                                                                                           |                                                                                           |  |  |  |  |  |  |  |  |  |  |  |  |
|  |  |                                  |                                  |                                  |                                  | | | | | | |                              |                              | | | | | | |                                                                                           |                                                                                           |                                                                                           |                                                                                           |  |  |  |  |  |  |  |  |  |  |  |  |
|  |  |                                  |                                  |                                  |                                  | | | | | | |                              |                              | アレクサンダー・カニンガム (法定推定相続人) (1975-) | | | | | |                                                                                           |                                                                                           |                                                                                           |                                                                                           |  |  |  |  |  |  |  |  |  |  |  |  |